# Holland (Automobilhersteller)
Holland war ein US-amerikanischer Hersteller von Automobilen.

## Unternehmensgeschichte
Sam Holland aus Park River in North Dakota war ein Schmied. Er stellte zwischen 1898 und 1908 Automobile her. Der Markenname lautete Holland. Abnehmer waren überwiegend seine Angestellten und Freunde. Die Stückzahl belief sich auf etwas über sechs Fahrzeuge.

## Fahrzeuge
Das erste Fahrzeug war ein Dampfwagen. Er bot Platz für vier Personen.
Darauf folgten mehrere Dreiräder mit Einzylinder-Ottomotor.
Das nächste Modell war ein vierrädriges Fahrzeug. Die Aufbauform Runabout bot Platz für zwei Personen. Ein selbst hergestellter Einzylindermotor mit 6 PS Leistung trieb über eine Kette die Hinterachse an. Bemerkenswert sind zwei Wasserkühler. Der Radstand betrug 170 cm und die Spurweite 140 cm. Dieses Fahrzeug ist erhalten geblieben.
Im April 1905 erschien ein weiterer Runabout. Sein Motor leistete 8,5 PS.
Darauf folgte ein Fahrzeug mit einem luftgekühlten Vierzylindermotor und 12 PS Leistung. Dieses Modell wurde sechs Wochen lang in der örtlichen Presse angeboten.